# Executive Master of Tactical Policing
Executive Master of Tactical Policing, afgekort tot EMTP, is de titel die gevoerd mag worden wanneer een student is geslaagd voor de TLL (Tactisch Leidinggevende Leergang) aan de Nederlandse Politieacademie. Deze titel betreft een hbo-master en is geaccrediteerd door de Nederlands-Vlaamse Accreditatieorganisatie.
De TLL bestaat uit 9 modules en de student mag de opleiding binnen 4 jaar afronden. Het frontale onderwijs duurt 2 jaar met een stage aan het Police Staff College in Bramshill (Verenigd Koninkrijk).